# خاطرات باربی
خاطرات باربی (به انگلیسی: The Barbie Diaries) فیلم پویانمایی موشن پیکچر درام نوجوانانه محصول سال ۲۰۰۶ به‌کارگردانی اریک فوگل و نویسندگی الیزه آلن و لورا مک‌کرری می‌باشد که در وهلهٔ نخست بر روی نیکلودئون به‌نمایش در آمد و بعدها روی دی‌وی‌دی منتشر گردید.